# Ляхи (Владимирская область)
Ля́хи — село в России, в Меленковском районе Владимирской области, центр Ляховского сельского поселения.

## География
Село расположено в восточной части Мещёрской низменности, на реке Ока. По автодороге в 38 км от Мурома, и в 18 км от районного центра Меленки.

## История
Официально не известно, откуда пошло название. Существует две версии, обе основанные на рассказах местных жителей:
- Первая записана в муромском музее краеведом А. А. Епанчиным от истопника, крестьянина села Черновское Вачского уезда (23 ноября 1973; около 65 лет):

В незапамятные времена жил на берегу Оки удалой «лихой» добрый молодец, и съезжались к нему часто на кутежи такие же как он «лихи» удальцы. Однажды они решили не разъезжаться больше, а так и осесть на этом месте, превратив его в разбойничье гнездо. Основанное село назвали в честь себя «Ляхи». Ляховских крестьян называют «кошатники», так как до революции они занимались ловлей кошек и сдачей их на шкурки.
- Вторая версия записана в Муроме муромским краеведом А. А. Епанчиным в ПАТП по рассказу ляховского крестьянина около 50 лет 15 декабря 1993 г. Согласно этой легенде, название села пошло от проживавших в средние века поляков («ляхи»).
- Основная версия и наиболее правдоподобная — своё название село получило от литовских переселенцев, которые обосновались в этом районе в 15-16 веках[3]

До революции центр Ляховской волости Меленковского уезда. В 1859 году в деревне числилось 294 двора, в 1905 году — 303 двора.
С 1929 по 1963 год село являлось центром Ляховского района.
В годы Советской власти центр Ляховского сельсовета, центральная усадьба колхоза «Путь к коммунизму».

## Население
| 1859  | 1897  | 1905  | 1926  | 1939  | 1959  | 2002  |
| ----- | ----- | ----- | ----- | ----- | ----- | ----- |
| 1347  | ↗1484 | ↗1917 | ↗2260 | ↗2637 | ↘1864 | ↘1598 |
| 2010  | 2021  |       |       |       |       |       |
| ↘1448 | ↘1306 |       |       |       |       |       |

## Инфраструктура
В селе имеются Ляховская средняя общеобразовательная школа (открыта в 1974 году), Ляховский детский дом (открыт в 1993 году), библиотека, пожарная часть № 54, отделение почтовой связи № 602144, Ляховская амбулатория, продуктовые магазины, отделение СберБанка, Ляховский детский сад № 26, пункты выдачи интернет-заказов OZON и Wildberries, хлебопекарня, детская площадка, парк культуры и отдыха, футбольное поле, Ляховский культурно-досуговый центр, садовые питомники, сельская администрация, участковый пункт полиции, отделение МФЦ, Ляховское административно-хозяйственное управление, служба Электроэнергии и Водоканал, очистные сооружения и многое другое.

## Экономика
В селе присутствует крупное предприятие деревообрабатывающей промышленности — ТОО «Возрождение». Основным направлением работы предприятия является лозоплетение. Предприятие отмечено на 4-й Всероссийской выставке «Покупайте российское». ТОО «Возрождение» награждено медалью «Золотой Сирин».

## Достопримечательности
В селе расположена церковь в честь Спаса Нерукотворного Образа. Церковь построена в 1802 году Иваном Родионовичем Баташёвым. В период с 1930-х по 1990-е в здании церкви располагались сначала электростанция, затем спичечная фабрика, а впоследствии пожарное депо. В 1991—1994 — церковь была частично восстановлена; с 1994 года — действующая церковь.